# Hrabstwo Fulton (Arkansas)

Piramida wieku hrabstwa

Hrabstwo Fulton – hrabstwo w USA, w stanie Arkansas. Według danych z 2010 roku, hrabstwo zamieszkiwało 12245 osób. Hrabstwo należy do nielicznych hrabstw w Stanach Zjednoczonych należących do tzw. dry county, czyli hrabstw gdzie decyzją lokalnych władz obowiązuje całkowita prohibicja.

## Miejscowości
- Ash Flat
- Cherokee Village
- Horseshoe Bend
- Mammoth Spring
- Salem
- Viola